# Cerkiew św. Paraskewy w Dobroslavie
Cerkiew św. Paraskewy w Dobroslavie – drewniana greckokatolicka cerkiew filialna zbudowana w 1705 w Dobroslavie.
Należy do parafii Kapišová, dekanatu Svidník w archieparchii preszowskiej Kościoła katolickiego obrządku bizantyjsko-słowackiego. Od 1968 posiada status Narodowego Zabytku Kultury.

## Historia
Cerkiew powstała w 1705 (data na portalu do babińca), restaurowana w 1880. W 1932 znacznie przebudowana: do nawy dostawiono wtedy dwie boczne kaplice i wieżę. Odnawiana w 1946 i w 2002.

## Architektura i wyposażenie
Jest to budowla drewniana konstrukcji zrębowej, orientowana, na kamiennej podmurówce. Pierwotnie trójdzielna, po przebudowie w 1932 uzyskała centralny plan krzyża greckiego. Prezbiterium węższe od nawy, zamknięte prostokątnie. Nawa z dwoma bocznymi kaplicami po bokach. Przy babińcu niewielki przedsionek, a na jego zrębie słupowa wieża o prostych ścianach i dzwonem z 1790. Nad nawą, sanktuarium i kapliczkami bocznymi łamane dachy namiotowe zwieńczone wieżyczkami z baniastymi  hełmami. Dach i ściany pokryte gontem. 

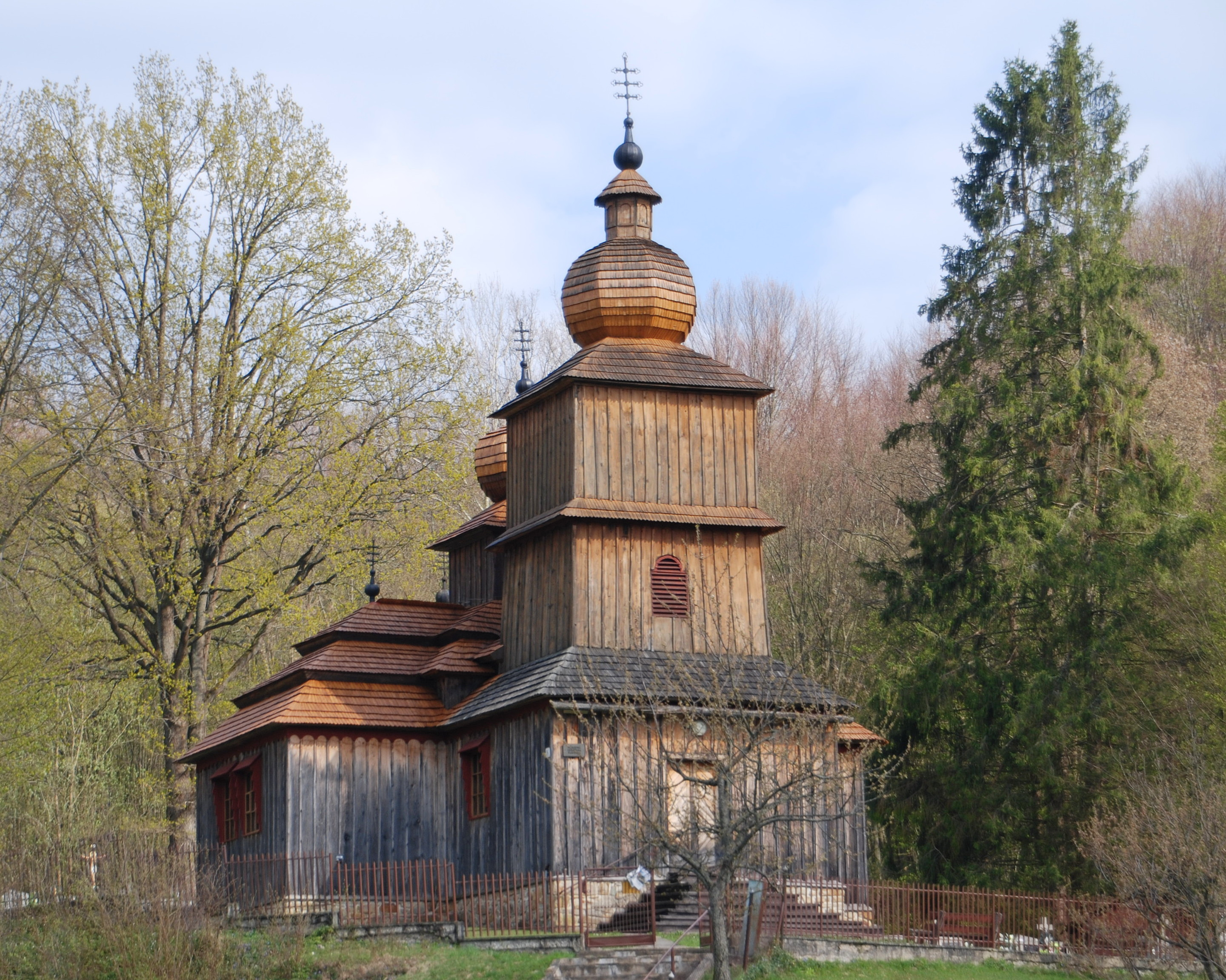
Elewacja frontowa
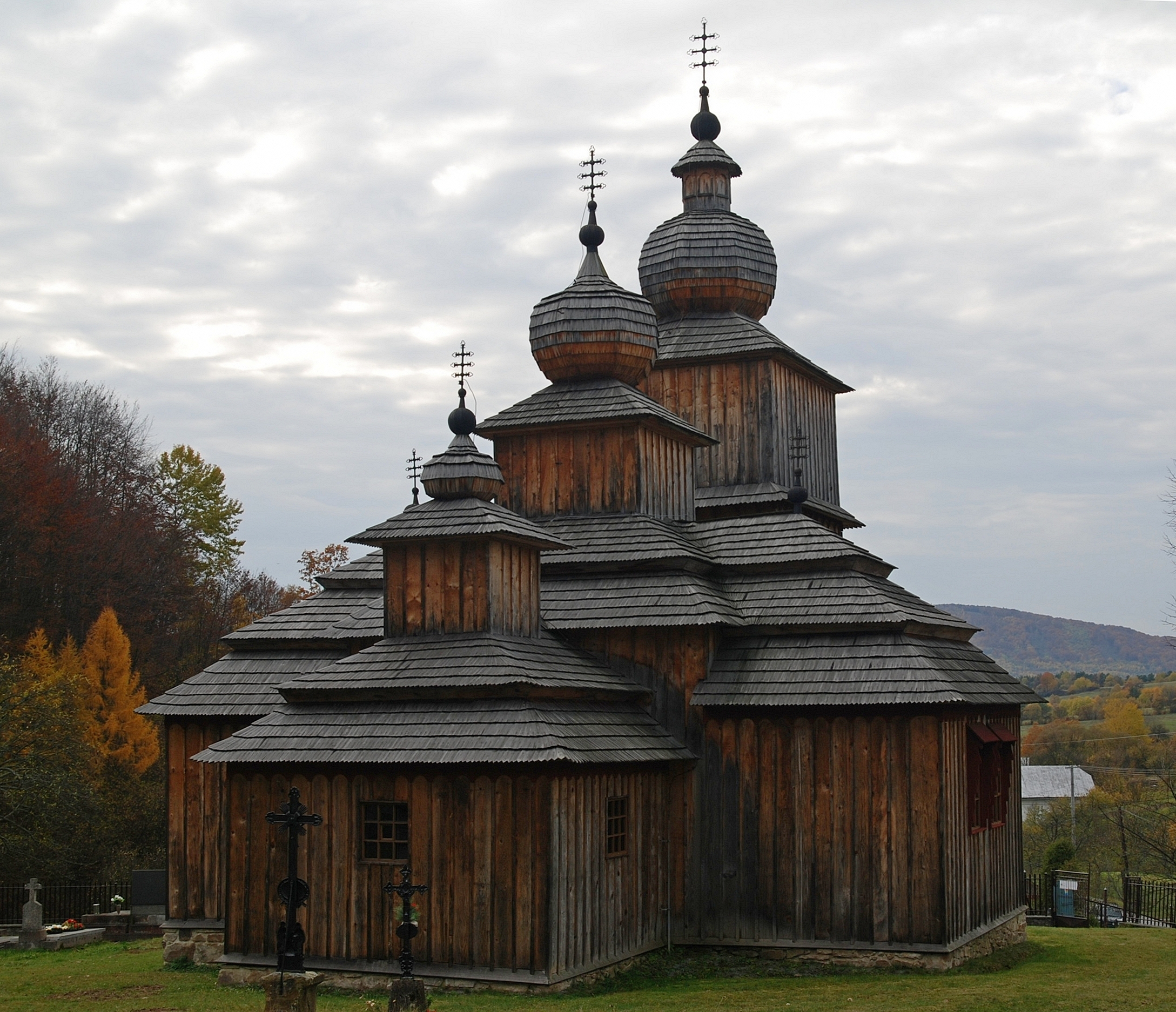
Widok od strony prezbiterium
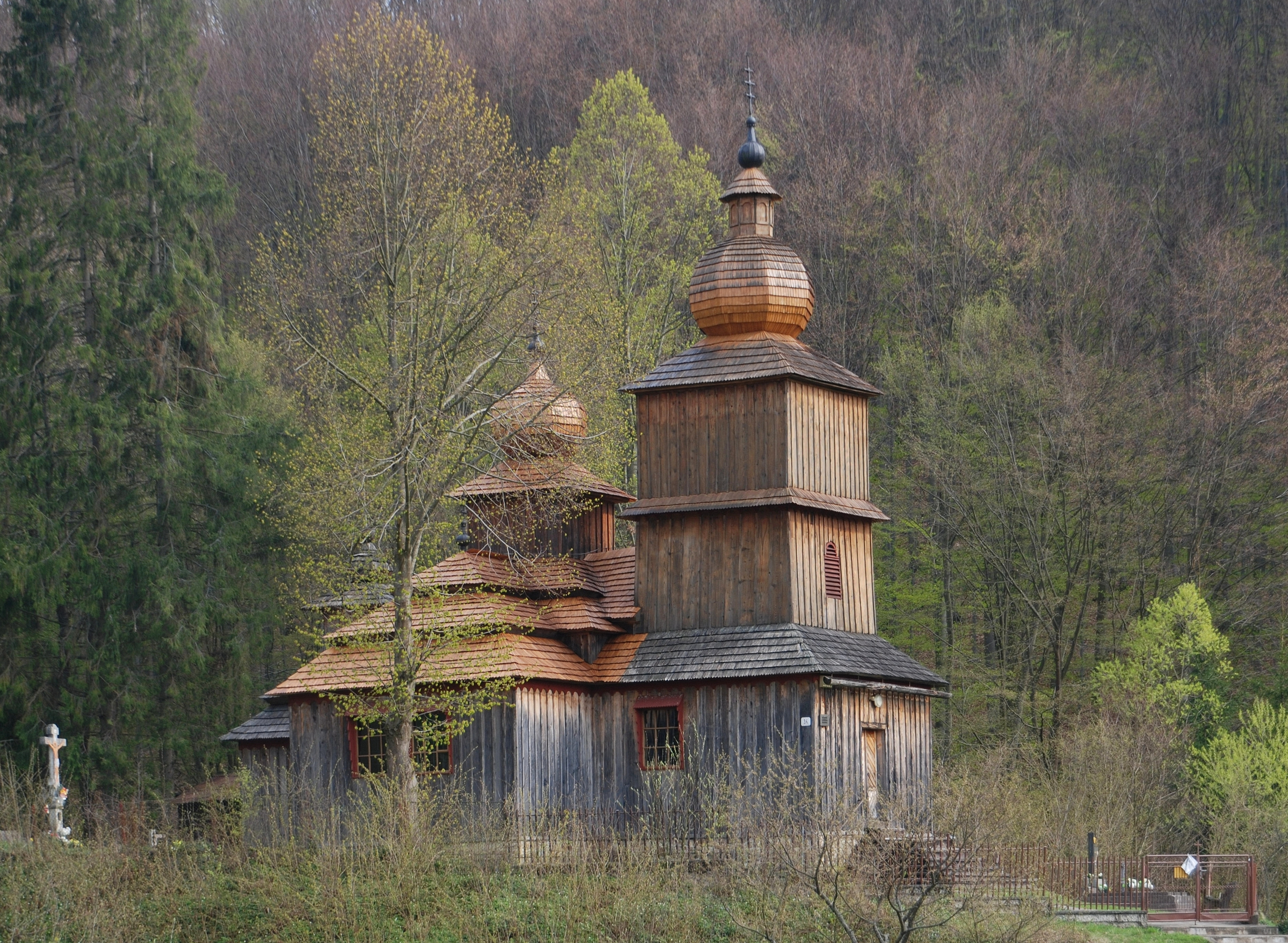
Widok od strony zachodniej

Wewnątrz w babińcu i kaplicach bocznych stropy płaskie, zrębowe kopuły w nawie i prezbiterium. Zachował się portal z datą budowy świątyni. W prezbiterium ołtarz główny z ikoną św. Trójcy z połowy XVIII w. W nawie kompletny ikonostas z XVIII w. W południowej kaplicy bocznej potężna ikona Sądu Ostatecznego z XVII w., a w północnej Matki Bożej z XVIII w. W babińcu na ścianie południowej ikona św. Paraskewy z XVII w., a na północnej Chrystusa Nauczającego oraz malowana szafa na sprzęty liturgiczne z 1806. W przedsionku znajduje się malowana skrzynia z XVIII w.